# Abdullah kán
Abdullah (1340 körül – 1370) az Arany Horda névleges kánja, valójában az egyik tatár emír, Mamaj bábja volt.
A 14. század második felében az Arany Horda káoszba és anarchiába zuhant, a kánok gyors egymásutánban váltották egymást, míg valamelyik riválisuk el nem űzte vagy meg nem gyilkolta őket.
Abdullah Üzbég kán fia vagy unokája volt. 1361-ben, mikor Timur Hodzsa meggyilkolta apját, a kánt és maga ült a trónra, a korábbi beglerbég és nagy területeket uralma alatt tartó Mamaj Abdullahot fogadta el legitim uralkodónak. Timur Hodzsát elűzték, de a fővárost, Új-Szarajt egy másik trónkövetelő foglalta el. Ezután a Mamaj által uralt délnyugati országrészben Abdullah volt a névleges kán, egészen 1367-ig, amikor sikerült elfoglalniuk Új-Szarajt és Abdullah formálisan az egész Arany Horda uralkodója lett.
1368-ban Mamaj a Krímre utazott, hogy az asztrahanyi emír, Haddzsi Cserkesz által keltett lázongást leverje. Amíg távol volt, egy újabb trónkövetelő, Hasszán elűzte Abdullahot a fővárosból. Mamaj néhány hónap múlva, 1369-ben visszatért és visszahelyezte védencét a trónra.
1367-ben Abdullah ismeretlen okból meghalt, lehetséges hogy Mamaj ölette meg, mert alkalmasabb jelöltet talált politikai manővereihez.